# Temporada 1998-99 de Los Angeles Lakers
La temporada 1998-99 fue la quincuagésimo primera de los Lakers en la NBA, y la trigésimo novena en su ubicación en Los Ángeles, California. La temporada regular acabaron con 31 victorias y 19 derrotas, ocupando el cuarto puesto de la Conferencia Oeste, clasificándose para los playoffs, en los que cayeron en las semifinales de conferencia ante San Antonio Spurs. Debido a un cierre patronal, la temporada regular comenzó el 5 de febrero de 1999 y se redujo de 82 partidos a 50.

## Elecciones en elDraft
| Ronda | Puesto | Jugador      | Posición | Nacionalidad   | Universidad/Club |
| ----- | ------ | ------------ | -------- | -------------- | ---------------- |
| 1     | 26     | Sam Jacobson | Escolta  | Estados Unidos | Minnesota        |

## Temporada regular
| División Pacífico        | División Pacífico | División Pacífico | División Pacífico | División Pacífico | División Pacífico | División Pacífico | División Pacífico | División Pacífico |
| Equipo                   | G                 | P                 | %                 | PD                | Casa              | Fuera             | Div               |                   |
| ------------------------ | ----------------- | ----------------- | ----------------- | ----------------- | ----------------- | ----------------- | ----------------- | ----------------- |
| y-Portland Trail Blazers | 35                | 15                | .700              | –                 | 22–3              | 13–12             | 15–7              |                   |
| x-Los Angeles Lakers     | 31                | 19                | .620              | 4                 | 18–7              | 13–12             | 14–8              |                   |
| x-Sacramento Kings       | 27                | 23                | .540              | 8                 | 16–9              | 11–14             | 11–9              |                   |
| x-Phoenix Suns           | 27                | 23                | .540              | 8                 | 15–10             | 12–13             | 9–10              |                   |
| Seattle SuperSonics      | 25                | 25                | .500              | 10                | 17–8              | 8–17              | 11–10             |                   |
| Golden State Warriors    | 21                | 29                | .420              | 14                | 13–12             | 8–17              | 8–11              |                   |
| Los Angeles Clippers     | 9                 | 41                | .180              | 26                | 6–19              | 3–22              | 3–16              |                   |

## Playoffs

### Primera ronda
Los Angeles Lakers vs. Houston Rockets 
| Fecha      | Partido                                     | Ciudad    |
| ---------- | ------------------------------------------- | --------- |
| 9 de mayo  | Los Angeles Lakers 101, Houston Rockets 100 | Inglewood |
| 11 de nayo | Los Angeles Lakers 110, Houston Rockets 98  | Inglewood |
| 13 de mayo | Houston Rockets 102, Los Angeles Lakers 88  | Houston   |
| 15 de mayo | Houston Rockets 88, Los Angeles Lakers 98   | Houston   |
|            | Utah Jazz gana las series 3-2               |           |

### Semifinales de conferencia
San Antonio Spurs  vs. Los Angeles Lakers
| Fecha      | Partido                                       | Ciudad      |
| ---------- | --------------------------------------------- | ----------- |
| 17 de mayo | San Antonio Spurs 87, Los Angeles Lakers 81   | San Antonio |
| 19 de mayo | San Antonio Spurs 79, Los Angeles Lakers 76   | San Antonio |
| 22 de mayo | Los Angeles Lakers 91, San Antonio Spurs 103  | Inglewood   |
| 23 de mayo | Los Angeles Lakers 107, San Antonio Spurs 118 | Inglewood   |
|            | San Antonio Spurs gana las series 4-0         |             |

## Estadísticas

### Temporada regular
| Jugador          | PJ | PT | MPP  | %TC  | %3P  | %TL   | RPP  | APP | ROB | TPP | PPP  |
| ---------------- | -- | -- | ---- | ---- | ---- | ----- | ---- | --- | --- | --- | ---- |
| Corie Blount     | 14 | 3  | 11.6 | .394 | .000 | .500  | 3.3  | .1  | .1  | .3  | 2.3  |
| Kobe Bryant      | 50 | 50 | 37.9 | .465 | .267 | .839  | 5.3  | 3.8 | 1.4 | 1.0 | 19.9 |
| Elden Campbell   | 17 | 1  | 19.1 | .436 | .    | .613  | 5.6  | .5  | .1  | .9  | 7.4  |
| Derek Fisher     | 50 | 21 | 22.6 | .376 | .392 | .756  | 1.8  | 3.9 | 1.2 | .0  | 5.9  |
| Rick Fox         | 44 | 1  | 21.5 | .448 | .337 | .742  | 2.0  | 2.0 | .6  | .2  | 9.0  |
| Derek Harper     | 45 | 29 | 24.9 | .412 | .368 | .813  | 1.5  | 4.2 | 1.0 | .1  | 6.9  |
| Robert Horry     | 38 | 5  | 19.6 | .459 | .444 | .739  | 4.0  | 1.5 | .9  | 1.0 | 4.9  |
| Sam Jacobson     | 2  | 0  | 6.0  | .600 | .000 | 1.000 | 1.5  | .0  | .0  | .0  | 4.0  |
| Eddie Jones      | 20 | 20 | 36.2 | .423 | .313 | .738  | 3.8  | 3.1 | 1.8 | 1.2 | 13.6 |
| Travis Knight    | 37 | 23 | 14.2 | .515 | .000 | .759  | 3.5  | .8  | .6  | .7  | 4.2  |
| Tyronn Lue       | 15 | 0  | 12.5 | .431 | .438 | .571  | .4   | 1.7 | .3  | .0  | 5.0  |
| Shaquille O'Neal | 49 | 49 | 34.8 | .576 | .000 | .540  | 10.7 | 2.3 | .7  | 1.7 | 26.3 |
| Ruben Patterson  | 24 | 2  | 6.0  | .412 | .167 | .710  | 1.3  | .1  | .2  | .1  | 2.7  |
| J. R. Reid       | 25 | 10 | 18.9 | .407 | .000 | .717  | 4.0  | .9  | .6  | .0  | 5.0  |
| Glen Rice        | 27 | 25 | 36.5 | .432 | .393 | .856  | 3.7  | 2.6 | .6  | .2  | 17.5 |
| Dennis Rodman    | 23 | 11 | 28.6 | .348 | .000 | .436  | 11.2 | 1.3 | .4  | .5  | 2.1  |
| Sean Rooks       | 36 | 0  | 8.8  | .405 | .000 | .708  | 2.0  | .3  | .1  | .3  | 2.7  |

### Playoffs
| Jugador          | PJ | PT | MPP  | %TC  | %3P  | %TL   | RPP  | APP | ROB | TPP | PPP  |
| ---------------- | -- | -- | ---- | ---- | ---- | ----- | ---- | --- | --- | --- | ---- |
| Kobe Bryant      | 8  | 8  | 39.4 | .430 | .348 | .800  | 6.9  | 4.6 | 1.9 | 1.3 | 19.8 |
| Derek Fisher     | 8  | 8  | 29.8 | .418 | .345 | .800  | 3.6  | 4.9 | 1.0 | .0  | 9.8  |
| Rick Fox         | 8  | 1  | 22.6 | .400 | .190 | 1.000 | 2.8  | 1.5 | .5  | .6  | 6.6  |
| Derek Harper     | 7  | 0  | 16.1 | .419 | .100 | .500  | 1.4  | 2.1 | .3  | .1  | 4.3  |
| Robert Horry     | 8  | 0  | 22.1 | .462 | .417 | .786  | 4.5  | 1.4 | .8  | .8  | 5.0  |
| Travis Knight    | 3  | 0  | 3.3  | .333 | .    | .500  | 1.7  | .3  | .0  | .0  | 1.0  |
| Tyronn Lue       | 3  | 0  | 11.0 | .412 | .000 | .     | .7   | 2.0 | .7  | .0  | 4.7  |
| Shaquille O'Neal | 8  | 8  | 39.4 | .510 | .    | .466  | 11.6 | 2.3 | .9  | 2.9 | 26.6 |
| Ruben Patterson  | 3  | 0  | 1.7  | .000 | .    | .     | .0   | .0  | .0  | .0  | .0   |
| J. R. Reid       | 8  | 8  | 22.3 | .357 | .    | .750  | 5.3  | .4  | .5  | .6  | 3.3  |
| Glen Rice        | 7  | 7  | 43.9 | .446 | .357 | .966  | 3.9  | 1.6 | .7  | .1  | 18.3 |
| Sean Rooks       | 7  | 0  | 6.9  | .333 | .    | .833  | .3   | .4  | .0  | .1  | 1.3  |

## Galardones y récords
| Jugador          | Galardón                      |
| Shaquille O'Neal | 2.º Mejor quinteto de la NBA  |
| Kobe Bryant      | 3.er Mejor quinteto de la NBA |